# TrueImage
TrueImage és un intèrpret PostScript-compatible (clon) desenvolupat al principi per Cal Bauer i Bauer Enterprises i venut a Microsoft el 1989. Microsoft subsegüentment creu-licensed TrueImage a Apple a canvi la llicència per emprar TrueType. Després que, Amb molts retards, Microsoft lliurés la versió 1.0 de TrueImage a Apple; Apple va anunciar que havia comprat la llicència del PostScript Nivell 2 d'Adobe uns quants mesos més tard.
Apple va intentar desenvolupar productes emprant TrueImage, però mai cap producte TrueImage fou alliberat per Apple. Tanmateix, TrueImage va ser utilitzat en una varietat d'impressores làser, com Okidata i LaserMaster a meitat dels 90, amb èxit limitat.